# Bosque nacional de Apalachicola
El bosque nacional de Apalachicola (en inglés: Apalachicola National Forest) es el más grande de los bosques nacionales de los Estados Unidos en el estado de Florida. Comprende 2561,2 km² y es el único bosque nacional situado en el noroeste de la  Florida. El bosque nacional provee de agua y de la tierra para actividades al aire libre como senderismo, natación, canotaje, caza, pesca y equitación.
La caza y la pesca son supervisadas y regulados por la comisión de conservación de Pesca y vida salvaje de la Florida (FWC). El bosque nacional es en sí mismo un área de manejo de vida silvestre.